# Cal Manuel (la Bisbal de Montsant)
Cal Manuel és una obra de la Bisbal de Montsant (Priorat) inclosa a l'Inventari del Patrimoni Arquitectònic de Catalunya.

## Descripció
Casa de planta baixa, pis i golfes. Conserva un aire rústic i pot ser considerada com un edifici prototipus. Portes, finestres i balcons són de fusta, conservats en bon estat, encara que deslluïts. La construcció és de pedra i panell, i coberta per una teulada a dues aigües.

## Història
Hom diu que és una de les primeres cases del poble, fet aquest que caldria confirmar. Un hom es decanta més aviat a pensar que correspon únicament al sector primitiu i res més. Sembla que la casa tenia adossat un portal, possiblement aixecat quan les guerres carlines, com en tants d'altres pobles de la comarca. Curiosament, però, el nom de Cal Portal l'ha servat la casa del costat, la nº3. Actualment, la casa es habitada únicament a temporades per gent de Barcelona.